# Pueblo Nuevo, Indaparapeo
Pueblo Nuevo är en ort i Mexiko.   Den ligger i kommunen Indaparapeo och delstaten Michoacán de Ocampo, i den södra delen av landet, 200 km väster om huvudstaden Mexico City. Pueblo Nuevo ligger 2 001 meter över havet och antalet invånare är 249.
Terrängen runt Pueblo Nuevo är kuperad söderut, men norrut är den platt. Runt Pueblo Nuevo är det ganska tätbefolkat, med 86 invånare per kvadratkilometer. Närmaste större samhälle är Indaparapeo, 2,6 km norr om Pueblo Nuevo. I omgivningarna runt Pueblo Nuevo växer huvudsakligen savannskog.